# Ô saisons, ô châteaux
Pour plus de détails, voir Fiche technique et Distribution.
Ô saisons, ô châteaux est un court-métrage documentaire français réalisé en 1957 par Agnès Varda, sorti en 1958. C'est son second film (après La Pointe courte) et son premier court-métrage. 

## Synopsis
Les châteaux de la Loire présentés suivant l'ordre chronologique de leur construction.
Le titre est emprunté au poème éponyme d'Arthur Rimbaud.

## Fiche technique
- Titre : Ô saisons, ô châteaux
- Réalisation : Agnès Varda
- Scénario : Agnès Varda
- Commentaire dit par Danièle Delorme
- Photographie : Quinto Albicocco
- Musique : André Hodeir
- Son : Jean-Paul Mugel
- Montage : Janine Verneau
- Production : Les Films de la Pléiade
- Durée : 22 minutes
- Format : 35 mm - Couleur
- Date de sortie : mai 1958
- Visa : 18741 (délivré le 31 décembre 1957)

## Sélections
- 1958 : Festival de Cannes et Festival de Tours